# Mistrzostwa Europy w Koszykówce Mężczyzn 2009 (eliminacje)
W eliminacjach Mistrzostw Europy w Koszykówce Mężczyzn 2009 wystartowało 17 drużyn grających w Dywizji A Mistrzostw Europy. Losowanie grup eliminacyjnych odbyło się w lutym 2008 roku w Wenecji. Z czterech grup, na jakie podzielono zespoły, awans do turnieju finałowego uzyskali zwycięzcy poszczególnych grup oraz 3 najlepsze zespoły z drugich miejsc. Pozostałe zespoły, poza czterema najsłabszymi, które rywalizowały o utrzymanie w Dywizji A, walczyły o dodatkowe miejsce w turnieju kwalifikacyjnym, z którego awans wywalczyła reprezentacja Francji.

## I runda

### Grupa A
Tabela
| Poz. | Reprezentacja | Pkt | Mecze | Mecze | Mecze | Punkty | Punkty | Punkty |
| Poz. | Reprezentacja | Pkt | M     | Z     | P     | zdob.  | str.   | bilans |
| ---- | ------------- | --- | ----- | ----- | ----- | ------ | ------ | ------ |
| 1    | Serbia        | 15  | 8     | 7     | 1     | 663    | 524    | 139+   |
| 2    | Bułgaria      | 12  | 8     | 4     | 4     | 670    | 639    | 31+    |
| 3    | Włochy        | 12  | 8     | 4     | 4     | 574    | 590    | 16-    |
| 4    | Finlandia     | 11  | 8     | 3     | 5     | 613    | 655    | 42-    |
| 5    | Węgry         | 10  | 8     | 2     | 6     | 552    | 664    | 112-   |

### Grupa B
Tabela
| Poz. | Reprezentacja      | Pkt | Mecze | Mecze | Mecze | Punkty | Punkty | Punkty |
| Poz. | Reprezentacja      | Pkt | M     | Z     | P     | zdob.  | str.   | bilans |
| ---- | ------------------ | --- | ----- | ----- | ----- | ------ | ------ | ------ |
| 1    | Macedonia Północna | 10  | 6     | 4     | 2     | 495    | 443    | 52+    |
| 2    | Łotwa              | 10  | 6     | 4     | 2     | 492    | 446    | 46+    |
| 3    | Portugalia         | 9   | 6     | 3     | 3     | 395    | 460    | 65-    |
| 4    | Estonia            | 7   | 6     | 1     | 5     | 434    | 467    | 33-    |

### Grupa C
Tabela
| Poz. | Reprezentacja | Pkt | Mecze | Mecze | Mecze | Punkty | Punkty | Punkty |
| Poz. | Reprezentacja | Pkt | M     | Z     | P     | zdob.  | str.   | bilans |
| ---- | ------------- | --- | ----- | ----- | ----- | ------ | ------ | ------ |
| 1    | Turcja        | 12  | 6     | 6     | 0     | 487    | 407    | 80+    |
| 2    | Francja       | 9   | 6     | 3     | 3     | 460    | 446    | 14+    |
| 3    | Belgia        | 8   | 6     | 2     | 4     | 403    | 430    | 27-    |
| 4    | Ukraina       | 7   | 6     | 1     | 5     | 417    | 484    | 67-    |

### Grupa D
Tabela
| Poz. | Reprezentacja        | Pkt | Mecze | Mecze | Mecze | Punkty | Punkty | Punkty |
| Poz. | Reprezentacja        | Pkt | M     | Z     | P     | zdob.  | str.   | bilans |
| ---- | -------------------- | --- | ----- | ----- | ----- | ------ | ------ | ------ |
| 1    | Wielka Brytania      | 10  | 6     | 4     | 2     | 504    | 482    | 22+    |
| 2    | Izrael               | 9   | 6     | 3     | 3     | 515    | 491    | 24+    |
| 3    | Bośnia i Hercegowina | 9   | 6     | 3     | 3     | 465    | 470    | 5-     |
| 4    | Czechy               | 8   | 6     | 2     | 4     | 432    | 473    | 41-    |

## II runda

### Grupa A
Tabela
| Poz. | Reprezentacja        | Pkt | Mecze | Mecze | Mecze |
| Poz. | Reprezentacja        | Pkt | M     | Z     | P     |
| ---- | -------------------- | --- | ----- | ----- | ----- |
| 1    | Belgia               | 7   | 4     | 3     | 1     |
| 2    | Bośnia i Hercegowina | 7   | 4     | 3     | 1     |
| 3    | Portugalia           | 4   | 4     | 0     | 4     |

### Grupa B
Tabela
| Poz. | Reprezentacja | Pkt | Mecze | Mecze | Mecze |
| Poz. | Reprezentacja | Pkt | M     | Z     | P     |
| ---- | ------------- | --- | ----- | ----- | ----- |
| 1    | Francja       | 7   | 4     | 3     | 1     |
| 2    | Finlandia     | 6   | 4     | 2     | 2     |
| 3    | Włochy        | 5   | 4     | 1     | 3     |

## Finał
27 sierpnia 2009
| Belgia | 70:66 | Francja |

30 sierpnia 2009
| Francja | 92:54 | Belgia |